# Ultradroite
Le terme « ultradroite » est une expression politique principalement utilisée en France au sein de la police puis du journalisme, ainsi que par certains universitaires, bien qu'il n'y ait pas de consensus scientifique sur sa définition ou sur sa pertinence. Il sert généralement à distinguer les groupes d'extrême droite violents et extraparlementaires de l'extrême droite légaliste et représentée dans les institutions politiques.
Initialement employé par les Renseignements généraux (RG) pour surveiller les activistes et terroristes d'extrême droite, le terme devient régulièrement utilisé au sein des journaux français dans les années 2010.

## Origine du terme

### Genèse
Les premières occurrences du terme remontent aux années 1970.

### Utilisation administrative dans les années 1990

Logo des Renseignements généraux (RG).

En 1994, il commence à être utilisé par la direction centrale des Renseignements généraux (DCRG), en conséquence d'une réforme qui lui impose l'interdiction d'enquêter sur les partis politiques. La DCRG utilise alors le terme pour continuer à suivre les potentiels activistes et terroristes d'extrême droite, et choisit le terme en référence aux « ultras » de la guerre d'Algérie,,.

### Regain dans la presse dans les années 2010
Son usage connaît un regain en France durant les années 2010. L'utilisation régulière de ce terme au sein des journaux français débute en 2012, dans le contexte de l'enquête des services de police sur les attentats de Toulouse et Montauban, lors de laquelle ils hésitent à attribuer les attentats à la mouvance djihadiste ou au milieu néofasciste, ainsi que dans le contexte des violences d'extrême droite en marge des manifestations contre le mariage homosexuel et l'homoparentalité,,.

## Définition
Le terme ultradroite désigne le plus couramment les groupes d'extrême droite violents et extraparlementaires, parfois terroristes ; et est principalement utilisé en France, afin de faire la distinction avec l'extrême droite légaliste,,. 
Si le terme d'ultradroite exclut les partis représentés dans les institutions ou ayant pour objectif de l'être, tels que le Rassemblement national (RN) et Reconquête, ces partis entretiennent néanmoins des liens proches avec des groupes régulièrement désignés comme appartenant à l'ultradroite,,. 

### Par des universitaires
Pour le politologue Jean-Yves Camus, ce terme désigne les groupes violents à la droite du Front national, plus virulents que ce dernier dans leur critique de l'État et des institutions. Il estime cependant qu'il n'existe aucune définition scientifique du terme, qui appartient au lexique du renseignement et des journalistes, et que c'est un terme « fourre-tout »,,. 
L'historien Nicolas Lebourg critique l'utilisation du terme allant au-delà du contexte terroriste, estimant qu'elle laisse entendre que les formations d'extrême droite électoralistes et légalistes ne seraient pas violentes, tandis que l'utilisation de la violence par leurs membres est documentée et est tout aussi présente que parmi le milieu néofasciste. Il estime également que cette utilisation extensive du terme entraîne une confusion entre les groupuscules radicaux et le terrorisme d'extrême droite,. 

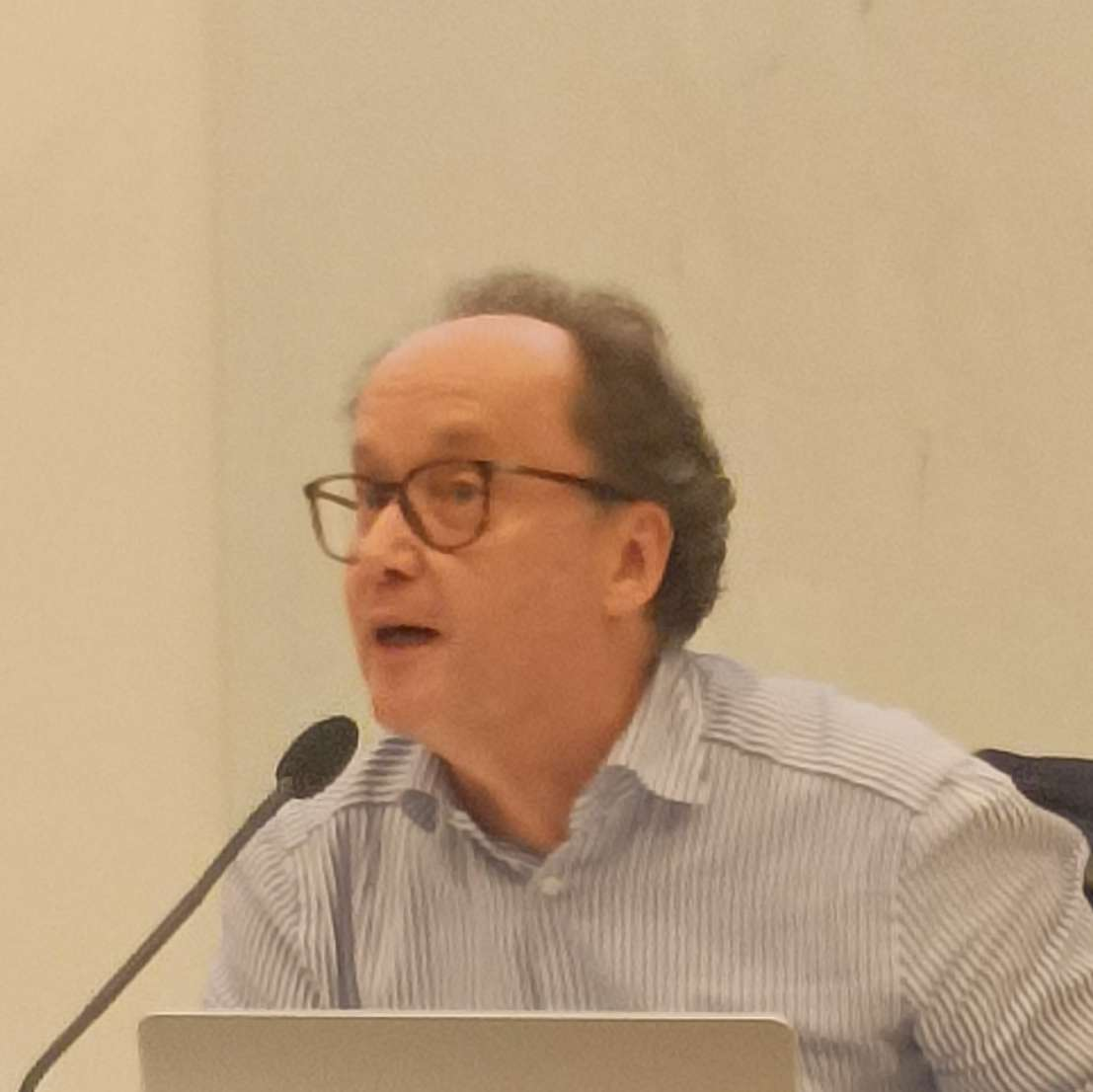
Yves Déloye distingue ultradroite et extrême droite.

Le sociologue et politologue Erwan Lecœur définit l'ultradroite comme « beaucoup plus dangereuse et en général moins politique » que l'extrême droite. Le politologue Yves Déloye estime la distinction entre ultradroite et extrême droite pertinente, en ce qu'elle permet de faire une distinction entre une extrême droite « qui peut prétendre exercer le pouvoir ou participer à des coalitions de gouvernement » et des groupes au « point de vue plus dur » et « s'illustrant dans la rue ». 
L'universitaire belge spécialisé dans l'extrême droite Jérôme Jamin différencie l'ultradroite de l'alt-right, qu'il considère comme un phénomène strictement américain.

### Par la DGSI

Logo de la direction générale de la Sécurité intérieure (DGSI).

La direction générale de la Sécurité intérieure définit « les groupuscules ultras » comme « une menace pour l’ordre public, ces dernières années ayant été marquées par une résurgence des actions violentes en marge des manifestations »,.

## Composantes
L'Express et Philosophie Magazine apparentent plusieurs tendances politiques à l'ultradroite, notamment le royalisme, la mouvance identitaire, la mouvance nationale-révolutionnaire et le milieu survivaliste d'extrême droite. Malgré le fait que ces tendances ont longtemps été désunies, Philosophie Magazine note en 2023 le début de convergences entre plusieurs d'entre elles, notamment sous l'impulsion de Marc de Cacqueray-Valménier qui vise à créer une « interfaf »,.
Parmi les organisations régulièrement désignées comme appartenant à l'ultradroite, on retrouve notamment,,, :

l'Action des forces opérationnelles
l'Action française
le Bastion social
Génération identitaire
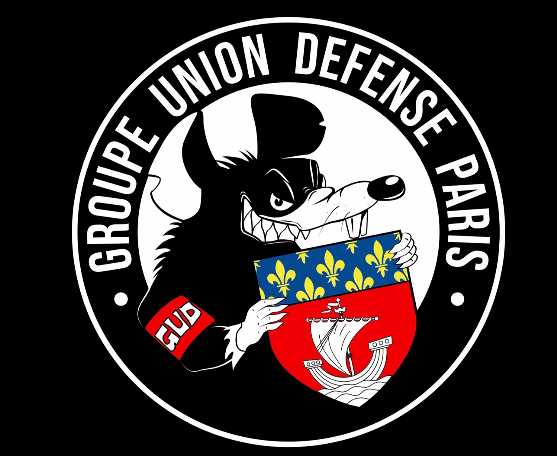
le Groupe union défense
Les Identitaires

- Les Barjols